# George Ellis Burcaw
George Ellis Burcaw (13. července 1921 Houston, Texas – 11. března 2017) byl americký antropolog, archeolog a muzeolog. Poté, co roku 1943 obdržel titul bakaláře na Maryville College v Tennessee, narukoval k námořní pěchotě. V letech 1946 až 1960 rozšiřoval svůj rozhled studiem na univerzitách v Arizoně, Chicagu, Wisconsinu, Pensylvánii a Paříži. Od roku 1952 řídil šest let Neville Public Museum v Green Bay (Wisconsin), pak působil v pozici kurátora Commercial Museum Philadelphia (současný název Museum of the Philadelphia Civic Center). Další čtyři roky pracoval jako kurátor v různých coloradských muzeích. Roku 1966 zakotvil na University of Idaho. Zde coby ředitel místního muzea vyučoval antropologii a muzeologii a také tady roku 1973 získal titul magistra. V roce 1988 odešel do důchodu.

## Dílo
- 1948: The Designing of a building to house a Museum
- 1971: Museum Training Courses in the United States and Canada
- 1972: Introduction to Museology
- 1973: The Saxon House: a Cultural Index in European Ethnography
- 1975: Introduction to Museum Work